# HR Pegasi
HR Pegasi (HR Peg / HD 216672 / HR 8714 / HIP 113131) es una estrella variable en la constelación de Pegaso de magnitud aparente media +6,47. Se encuentra a algo menos de 1000 años luz del sistema solar.
HR Pegasi es una fría gigante de tipo espectral S con una temperatura efectiva de 3500 K.
La medida de su diámetro angular, 3,88 milisegundos de arco, conduce a un radio 125 veces más grande que el radio solar.
Tiene una metalicidad inferior a la del Sol, siendo su abundancia relativa de hierro un 60% de la existente en nuestra estrella.
Con una magnitud bolométrica absoluta de -4,75, su luminosidad es ~ 6800 veces superior a la luminosidad solar.
En su espectro se ha detectado la presencia de tecnecio, elemento del proceso-s de corta vida producido por nucleosíntesis estelar.
HR Pegasi es una variable pulsante semirregular SRB; éstas son gigantes con una periodicidad poco definida, pero a las que se le puede asignar un período medio. Para HR Pegasi parece existir un largo período de 641 días en banda B, R e I, con una duración aún mayor en banda V. También está presente un segundo período de menor amplitud cuya duración es de 54,4 ± 0,4 días.